# Die Rote Fahne

Die Rote Fahne (Le Drapeau rouge) était un journal communiste allemand fondé le 9 novembre 1918 par Karl Liebknecht et Rosa Luxemburg à Berlin pour exprimer les idées de la Ligue spartakiste. Il devint l'organe central du Parti communiste d'Allemagne (KPD) dès sa création, le 1er janvier 1919. Jouant un rôle important pendant la République de Weimar, la Rote Fahne fut interdite lors de l'arrivée au pouvoir d'Hitler mais continua à paraître illégalement jusqu'à la Seconde Guerre mondiale. Depuis les années 1970, de petits groupes d'extrême-gauche ont repris épisodiquement son nom pour leurs publications.

## Les débuts du journal
Le premier numéro de la Rote Fahne parut en pleine révolution allemande, le jour même de l'annonce de l'abdication de Guillaume II. Dans l'après-midi du 9 novembre 1918, des ouvriers et des soldats révolutionnaires menés par le militant spartakiste Hermann Duncker (de) occupèrent les locaux du journal conservateur Berliner Lokal-Anzeiger. Une édition étant déjà sous presse, ils n'eurent que le temps de changer le titre et la première page. Le numéro du 10 novembre contenait les revendications centrales de la Ligue spartakiste : désarmement de la police, armement du peuple, dissolution du Parlement au profit des Conseils d'ouvriers et de soldats qui devaient être élus dans toute l'Allemagne.
Les locaux du Lokal-Anzeiger qui avaient été occupés malgré les objections de Rosa Luxemburg ne restèrent que peu de temps entre les mains des spartakistes. Dès le 11 novembre, l'ancien journal put reparaître. Le même jour, ceux-ci quittèrent le Parti social-démocrate indépendant d'Allemagne (USPD), dont ils formaient encore l'aile gauche jusque-là, pour se constituer en parti révolutionnaire indépendant. La direction de la Rote Fahne fut assurée par Karl Liebknecht, Rosa Luxemburg, August Thalheimer, Paul Levi, Paul Lange (de) et Fritz Rück.
Un troisième numéro ne put sortir que le 18 novembre, après qu'on eut réussi à trouver une imprimerie prête à travailler pour les spartakistes. Des bureaux furent ouverts dans la foulée à Dresde, Kiel et Leipzig. Le 14 décembre, la Rote Fahne publia le programme de la Ligue spartakiste qui opposait radicalement le pouvoir des Conseils ouvriers à celui de l'Assemblée nationale à venir. Le KPD, créé le 1er janvier 1919 par la fusion de la Ligue spartakiste et d'autres groupes radicaux d'extrême-gauche, confirma son rôle de publication principale du Parti.
Rapidement, le journal fut touché par la répression. On lui rationna le papier, ce qui ne lui permit d'être publié que sur quatre pages. Des soldats investirent les locaux de la rédaction à plusieurs reprises en décembre 1918. À l'initiative des Revolutionäre Obleute (de), une insurrection souleva Berlin en janvier 1919, à la suite du renvoi du préfet de police Emil Eichhorn, un militant de l'USPD. Rosa Luxemburg et Karl Liebknecht, bien que n'étant pas à l'origine de l'insurrection, s'en solidarisèrent. Leur journal dénonça la répression exercée par les corps francs recrutés par le social-démocrate Gustav Noske parmi les militaires d'extrême-droite. L'édition du 15 janvier 1919 fut en grande partie confisquée et la rédaction fut une nouvelle fois occupée. Plusieurs journalistes furent arrêtés tandis que d'autres parvenaient à se cacher. Rosa Luxemburg fut arrêtée puis assassinée et jetée dans le Landwehrkanal tandis que Karl Liebknecht fut exécuté peu après son arrestation sur les berges du lac Neues See dans le Tiergarten. Après leur meurtre, la Rote Fahne changea plusieurs fois de direction.

## Pendant la République de Weimar
La Rote Fahne put reparaître le 3 février 1919, mais elle fut à nouveau frappée par des interdictions en mars et avril. Dans les années suivantes, sa publication fut interdite à diverses reprises pour des périodes d'une à deux semaines. Une des phases d'interruption les plus longues dura d'octobre 1923 à mars 1924 à la suite de l'interdiction du KPD. Pendant les périodes d'illégalité, le journal continuait à paraître clandestinement sous différents titres imprimés dans différents ateliers. Il fut publié aussi sous les noms de Rote Sturmfahne ou encore de Fahne der Revolution. À cette époque, le quotidien comptait parmi ses rédacteurs Hermann Remmele (de), l'un des dirigeants du KPD. De nombreux rédacteurs du journal furent exclus du parti au cours des années 1920, comme Paul Levi et August Thalheimer. 

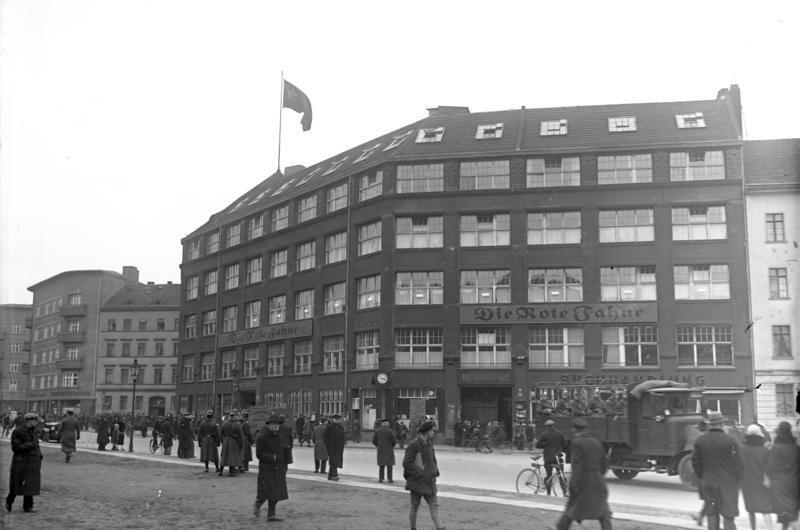
La Maison Karl-Liebknecht en 1930

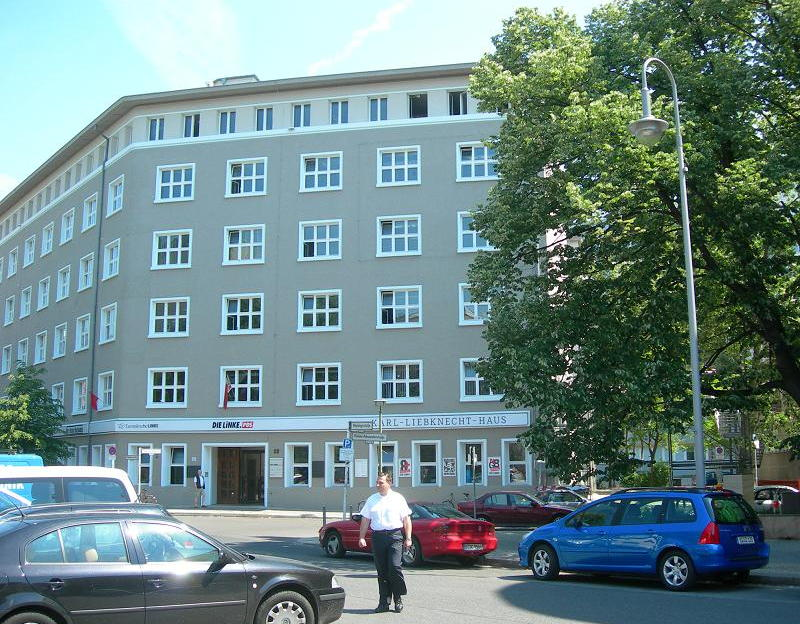
La Maison Karl Liebknecht (Karl-Liebknecht-Haus), photographiée en 2007

En 1926, la maison d'édition et la rédaction de la Rote Fahne s'installèrent dans un même lieu, la Maison Karl-Liebknecht, située dans la petite Alexanderstraße, quartier de Berlin-Mitte. Les travaux d'agrandissement s'achevèrent en juillet 1928. Une rotative moderne fut installée dans la cave de l'aile de la Bartelstraße. Son installation nécessita des travaux jusqu'au premier étage de l'immeuble.
La Rote Fahne portait en sous-titre, jusqu'au 30 décembre 1918 Zentralorgan des Spartakusbundes (organe central de la ligue spartakiste), jusqu'au 19 septembre 1920 Zentralorgan der Kommunistischen Partei Deutschlands (Spartakusbund) (organe central du Parti communiste d'Allemagne (Ligue spartakiste)), puis, jusqu'en 1942, Zentralorgan der kommunistischen Partei Deutschlands (Sektion der III. Kommunistischen Internationale) (organe central du Parti communiste d'Allemagne (section de la IIIème Internationale communiste)).
Alors que le troisième numéro du quotidien était paru à 15 000 exemplaires, le tirage dépassa 30 000 exemplaires en octobre 1920 et culmina à 130 000 en 1932. Une grande partie des ventes était assurée dans les rues par des groupes de militants communistes qui se constituaient des réseaux d'abonnés. La Rote Fahne coûtait en 1932 60 Pfennig par semaine et 2,60 Reichsmark par mois. 
Alors que les premiers numéros ne paraissaient que sur quatre feuilles, ils atteignirent douze à quatorze pages en 1926. À partir du 1er janvier 1921, il y eut deux éditions quotidiennes, une du matin et une du soir, sauf les dimanches et les lundis, qui ne connurent qu'une édition. À certaines périodes, l'édition du lundi fut supprimée, à partir d'août 1928, définitivement.
Parallèlement à la Rote Fahne, organe central du KPD, il existait dans les années vingt plusieurs journaux régionaux du Parti communiste d'Allemagne. On peut citer la Münchner Rote Fahne, la Rote Fahne der Lausitz, la Rote Fahne Westfalens et la Oberschlesische Rote Fahne.
À la Une, on trouvait généralement, avant 1933, des dessins et caricatures politiques, imprimés en rouge et noir à partir de 1924, œuvres d'Helen Ernst (de), de George Grosz ou encore d'un adepte des collages et photo-montages, John Heartfield. Entre les articles politiques d'actualité, on pouvait lire au début des années 1920 un roman-feuilleton et une correspondance ouvrière puis, à partir de 1930, une rubrique sportive. Il y avait aussi des informations sur les programmes radio et une rubrique traitant des « films prolétariens ». La chronique intitulée « Ce qui t'intéresse » renseignait les travailleurs en termes simples sur des questions techniques et de santé. Des articles traitant de l'histoire du Parti et de la théorie marxiste complétaient ce choix pour permettre l'autoformation des lecteurs (rubrique « Selbstbildungsecke »).
En complément du journal quotidien, il existait, avant 1933, des suppléments thématiques hebdomadaires vendus le dimanche. On peut citer les titres suivants  : Tribüne der proletarischen Frau (Tribune de la femme prolétarienne), Die werktätige Frau (La Femme active), Für die proletarische Jugend (Pour la Jeunesse prolétarienne), Wirtschaftsrundschau (Revue économique), Literatur-Rundschau (Revue littéraire) à partir de 1931, Die rote Faust (le poing rouge), Die Kommunistin (La Communiste), Der kommunistische Gewerkschafter (Le Syndicaliste communiste) et Klassenjustiz – Mitteilungen der Roten Hilfe Berlin – Brandenburg (Justice de classe - Les nouvelles du Secours Rouge Berlin-Brandebourg). Il existait aussi un magazine illustré, Der Rote Stern (L'Étoile rouge).

## Pendant la période nazie

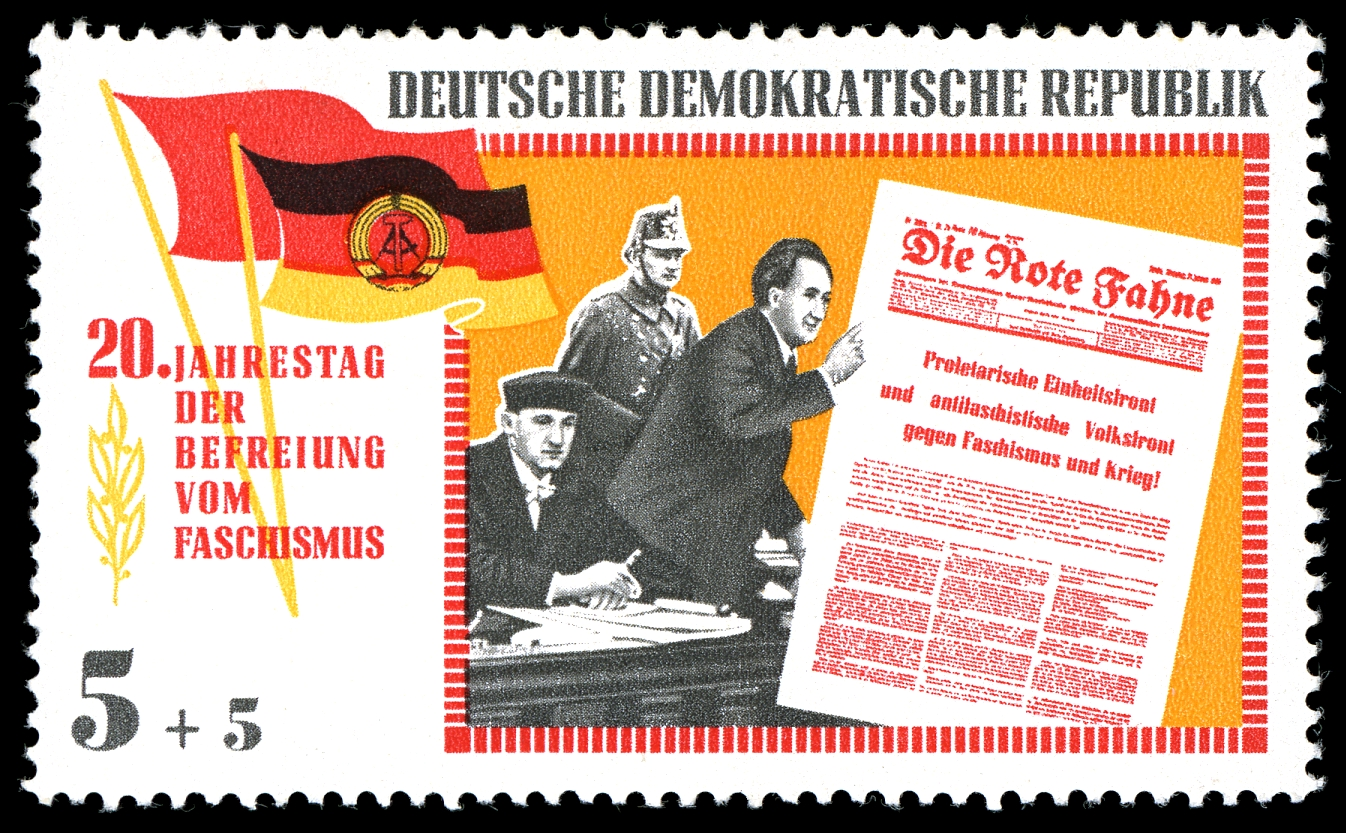
Un timbre de RDA rendant hommage au journal pour le de l'anéantissement du faschisme (1965).

Le 23 février 1933, après l'arrivée au pouvoir d'Hitler, le KPD, rendu responsable (de façon mensongère) de l'incendie du Reichstag, fut interdit. La police et les SA occupèrent la Maison Karl Liebknecht. Le lendemain, elle fut officiellement fermée et la Rote Fahne interdite.
Le quotidien communiste continua néanmoins à paraître illégalement jusqu'en 1942, la taille du journal et sa fréquence de parution fluctuant au gré des circonstances. En 1935, la Rote Fahne était éditée à Prague. Elle parut ensuite à Bruxelles, de 1936 à 1939, défendant une ligne antifasciste.
Le déclenchement de la Seconde Guerre mondiale marqua la fin de la parution régulière. La qualité et la fréquence d'impression diminuèrent. Les derniers numéros furent tapés à la machine à écrire, ronéotypés, et diffusés de manière clandestine. De nombreux collaborateurs du journal furent déportés en camp de concentration et assassinés.

## Après la Seconde Guerre mondiale
La Rote Fahne ne reparut pas après 1945. Les communistes des zones d'occupation occidentales[réf. nécessaire] éditèrent un journal intitulé Deutsche Volkszeitung (de).
Ceux de la zone d'occupation soviétique, après avoir créé le SED, éditèrent à partir de 1946 Neues Deutschland qui fut le quotidien du parti dirigeant la RDA jusqu'à la réunification allemande.
Le titre Rote Fahne fut disputé à partir de 1968 par de petits groupes se réclamant aussi bien du stalinisme que du maoïsme ou du trotskysme. Aucune de leurs publications n'atteignit jamais un tirage ou une audience comparables à la Rote Fahne historique.